# Ryuji Sawakami
Ryuji Sawakami (澤上 竜二 Sawakami Ryuji?), född 8 oktober 1993 i Nara prefektur, är en japansk fotbollsspelare.
Sawakami började sin karriär 2016 i Cerezo Osaka. Med Cerezo Osaka vann han japanska ligacupen 2017 och japanska cupen 2017.